# Rodrigo Augusto da Silva
Rodrigo Augusto da Silva (Santo Amaro, 7 de dezembro de 1833 – Rio de Janeiro, 17 de outubro de 1889) foi um político, diplomata, advogado e jornalista brasileiro. Conselheiro Privado de Sua Majestade o Imperador Dom Pedro II, foi o autor da Lei Áurea, que extinguiu a escravidão no Brasil.
Era filho do Barão do Tietê e sobrinho do capitalista Benedito Antonio da Silva. Foi um dos líderes do partido conservador nos últimos anos do império, juntamente com Antônio da Silva Prado. Herdou o prestígio e posição de seu pai, chefe do partido conservador em São Paulo e também de seu sogro, o Senador Eusébio de Queirós, chefe do partido conservador nacional, que foi o autor de uma das mais importantes leis do império, a Lei Eusébio de Queirós.
Rodrigo era deputado geral, senador do Império do Brasil de 1888 a 1889, Ministro da Agricultura, Ministro dos Transportes e Ministro das Relações Exteriores do Brasil (ver Gabinete João Alfredo). Foi feito cavaleiro Grã-cruz da Real Ordem de Vila Viçosa, cavaleiro Grã-cruz de 1.º classe da Ordem de São Gregório Magno de Roma e cavaleiro Grã-cruz da Legião de Honra, da França.
Rodrigo era católico e de família de forte tradição católica em São Paulo.

## Família
Rodrigo Augusto da Silva era descendente da antiga e tradicional família paulista. Por parte de pai era neto do sargento-mor José da Silva de Carvalho que foi confirmado por carta real como comandante da vila de Santo Amaro. Afonso d'Escragnolle Taunay descreve José da Silva de Carvalho, como “proprietário abastado”, já Edmundo Zenha o descreve como: “[…] um homem rico em Santo Amaro. Grande proprietário de terras e de escravos, era, na antiga freguesia, um dos esteios do situacionismo. No primeiro livro de notas do Tabelião de Santo Amaro temos uma amostra de sua atividade. Quase não se voltam duas páginas que não se encontre o seu nome, comprando ou dando dinheiro sob hipoteca.” A avó paterna de Rodrigo A. da Silva era descendente de famílias açorianas, entre elas os Silveira Bettencourt.
O pai de Rodrigo Augusto da Silva, o coronel José Manuel da Silva, foi agraciado por Dom Pedro II com o título de Barão do Tietê, foi comendador da Ordem de Cristo e oficial da Ordem da Rosa além de ter assumido a presidência da província de São Paulo algumas vezes. Foi ainda presidente do Banco do Brasil de São Paulo, da Companhia União Paulista e da Caixa Econômica Federal. Ainda pelo lado paterno era sobrinho do major Benedito Antônio da Silva, primo da Baronesa de Bernardo Pinto (Portugal) e do empresário e industrial Dr. Manuel Claudino da Silva.
Por via de sua mãe, Maria Reducinda da Cunha Bueno, descendia de Amador Bueno. Era sobrinho do Visconde de Cunha Bueno, primo-irmão do Dr. William Ellis Jr. e do senador Alfredo Ellis.
O senador Rodrigo Augusto da Silva casou com Catharina de Queirós Mattoso Ribeiro, filha do senador Eusébio de Queirós. Catharina era neta materna da condessa da Piedade.

### Capitalistas e empreendedores
O avô, o pai e o tio paterno de Rodrigo Augusto da Silva foram importantes empresários paulistas. A família construiu fortuna no transporte e comercialização de mercadorias durante o período colonial e imperial. No início a família foi proprietária de tropas que faziam o transporte de açúcar,café e mercadorias; seu avô passou a empreiteiro de obras, construindo estradas para a província de São Paulo. Posteriormente a família esteve entre os fundadores das primeiras ferrovias e bancos na província, muito destes empreendimentos foram em sociedade com a família Silva Prado, que também inicialmente possuía negócios no tropeirismo. Os Silva Prado mantiveram uma aliança política que durou três gerações com a família de Rodrigo Augusto da Silva.
Estiveram entre os fundadores e acionistas da Companhia Mogiana de Estradas de Ferro, Banco do Brasil, Caixa Econômica Federal, Companhia Cantareira de Águas e Esgotos, Ferrovia Rio Claro-São Carlos, Companhia de Estradas de Ferro São Paulo ao Rio de Janeiro, Companhia União Paulista, Banco de Depósitos e Descontos, Companhia Importadora de Drogas e a Companhia Docas de Santos.
Quando o Barão do Tietê faleceu em 1877 possuía uma fortuna de 806:047$183 réis em imóveis, mais participação acionária em diversas empresas. Entre os imóveis estavam o Palacete do Tietê, localizado na rua Direita nº 1 e uma grande fazenda na região do atual município de Diadema. O tio de Rodrigo A. da Silva, o major Benedito Antônio, teria uma fortuna diversas vezes superior a do Barão do Tietê, Apenas a participação em uma de suas empresas passaria de 500:000$000, no ano de sua morte deixou somente em imóveis 1.500:000$000 réis, não estando incluso a sobrepartilha.

## Carreira política
Apos formar-se em direito no Largo de São Francisco em São Paulo começou a carreira como advogado e jornalista, era versado em diversas línguas, especialmente o francês, que tinha excelente fluência. Ficou conhecido pelo seu conhecimento da literatura clássica, tendo fama de intelectual, por estes motivos foi ironizado por Rui Barbosa pela educação aristocrática e tradicionalista que recebeu na infância. Com seu irmão Cândido Silva e Antônio da Silva Prado escrevia em jornais conservadores defendendo o partido, selando uma aliança que viria anos depois culminar durante os anos de 1888 e 1889, com a aprovação da lei Áurea e a morte de Rodrigo Augusto da Silva.
Ainda jovem, apoiado pelo prestígio e fortuna de seu pai foi eleito Deputado Geral em 1857, tinha apenas 24 anos, sendo um dos mais jovens, se não o mais jovem deputado geral. Recebeu ainda apoio do sogro, o senador Eusébio de Queirós, aliado político de seu pai e também do Visconde do Cruzeiro, outro aliado de seu pai. Todos do partido Conservador. Na corte recebeu fortes ataques do lider do partido liberal paulista, o Conselheiro Antônio Moreira de Barros. Este viria acusá-lo de fraude eleitoral, sendo discutido a frente de todos na Câmara dos Deputados. As acusações não prevaleceram e foram consideradas ataques políticos.
Em 1887, foi chamado pelo “velho amigo” Antônio da Silva Prado para integrar o governo do Barão de Cotejipe na pasta do Ministério da Agricultura, Comércio e Obras Públicas (ver Gabinete Cotegipe. Assumiu em um momento muito tenso. A Princesa Isabel e o então primeiro-ministro, Barão de Cotejipe não concordavam em relação a abolição da escravatura. O último sendo contra os termos propostos. Veio depois a assumir o Ministério das Relações Exteriores, e novamente o Ministério da Agricultura, Comércio e Obras Públicas, sendo o responsável pela aprovação da Lei Áurea. Mantinha ainda o Ministério das Relações Exteriores como substituto de Antônio da Silva Prado. Durante este período causou descontentamento de setores republicanos e liberais da imprensa que denunciavam o fato de ser ao mesmo tempo ministro de duas pastas mais importantes do governo, dando a Rodrigo Augusto da Silva poderes extraordinários. A respeito disso Rui Barbosa o atacou de forma direta, assim como estava fazendo com o Conde d’Eu e o Imperador. No Diário de Noticias apelidou Rodrigo Augusto da Silva de O Varão das Duas Pastas, disse Rui Barbosa:

Camões diria talvez barão.  Mas, neste nossos tempos, já não é dado trocar o v em b sem carta de mercê imperial. Como diríamos então? O homem? é trivial, é plebeu.  Varão é terso, viril, atlético; da a visão escultural da musculatura refornida, das espáduas largas do lutador, que sustenta aos ombros os dois ministérios: o comércio, a agricultura, as obras públicas, as relações exteriores.  Para este privilegiado a vida não tem estações. Não foi para ele que Ovídio versejou que nem tudo e para todas as idades.

… se não soubéssemos que o bizarro conselheiro da coroa se deleita em compulsar a boa literatura clássica.  Pena é que a politica estragasse um homem, que a natureza dotou com a lírica eternamente juvenil da força e da sensibilidade.

## Títulos e Honrarias
- Conselheiro Privado de Sua Majestade o Imperador Dom Pedro II.
- Grã-cruz da Ordem Equestre Pontifícia de São Gregório Magno.
- Grã-cruz da Ordem de Cristo de Portugal.
- Grã-cruz da Ordem da Imaculada Conceição de Vila Viçosa de Portugal.
- Grã-cruz da Legião de Honra da França.
- Grã-cruz da Ordem de Isabel a Católica da Espanha.

Outros Títulos
- Presidente da Associação Auxiliar para o Progresso da Província de São Paulo.
- Conselheiro da Imperial Irmandade de Nossa Senhora da Consolação e S. João Batista (São Paulo). Provedor em 1878.